# Summer Glau
Summer Lyn Glau (San Antonio, 24 de julho de 1981) é uma atriz e ex-bailarina americana. Ela é mais conhecida por seus papéis em produções de ficção científica e fantasia, como River Tam em Firefly (2002–03) e Serenity (2005), Cameron em Terminator: The Sarah Connor Chronicles (2008–09), Orwell em The Cape (2011) e Isabel Rochev em Arrow (2013–14).

## Carreira

### Como bailarina
Summer foi uma menina muito tímida, ela começou a dançar aos 5 anos e sentia que era a forma mais confortável para se expressar, porque não tinha que falar. Como estava com uma bolsa de estudos em uma companhia de balé, a sua rotina de ir a academia todos os dias para ensaiar coreografias, exigiu que ela fosse educada em casa por sua mãe. Além de balé, estudou jazz, tango e flamenco.
Logo se tornou uma bailarina profissional e fez apresentações no The Magik Theatre, em representações teatrais de Le Bourgeois gentilhomme, Peer Gynt, Paint Your Wagon e The Merry Widow.
Um dia quando tinha 19 anos, estava em casa e correu para o telefone, onde acabou esmagando o pé na lareira e quebrando um de seus dedos. Summer já tinha tendinite em seus calcanhares e perdeu a mobilidade em um de seus pés. Dançou com o dedo quebrado por quatro meses, até que a dor se tornou muita para suportar e ela optou por desistir da carreira como bailarina.
Em 2001, mudou-se para Los Angeles e dançou no musical Selena Forever, O Musical, junto com o famoso dançarino e ator Jordi Caballero. Summer só não podia usar sapatilhas de pontas, ela confessou que sempre gostou de Selena e que estava realmente animada para dançar a música “I could fall in love”. Selena Forever foi produzido para honrar a cantora e compositora que foi tragicamente assassinada aos 23 anos.

### Como atriz
Enquanto estava em Los Angeles, ela também acabou indo para algumas audições e fazendo comerciais. Descobriu que atuar lhe fazia muito feliz e assumiu um curso sobre como falar em público, trabalhando duro para ser capaz de falar na frente das pessoas e ser expressiva. Glau também fez um teste para o papel de Ranger rosa em uma das séries de Power Rangers.
Sua carreira como uma atriz profissional começou em 2002, na terceira temporada da série Angel, quando fez uma audição para representar a bailarina principal no episódio “Waiting in the Wings”. Como estava fora da cidade, ela perdeu o teste de dança e só fez o teste de atuação, o diretor Joss Whedon decidiu conceder o papel sem a ver dançar, causando pânico no coreógrafo, que depois ficou aliviado ao ver a bela apresentação de Summer.
Joss Whedon ficou impressionado, então imediatamente a convidou para a audição de um dos papéis principais da série de ficção científica Firefly. Algumas semanas depois de fazer o teste, Summer recebeu o telefonema do diretor com notícia de que tinha conquistado o papel. Sua personagem foi River Tam, uma criança prodígio que teve seu cérebro sujeito a experimentos. Como consequência, demonstra esquizofrenia e frequentemente escuta vozes. É posteriormente relevado que ela é uma “leitora”, alguém que possuiu habilidades psíquicas. A série foi um sucesso, com 14 episódios exibidos de 2002 até 2003.
Dois anos depois, em 2005, Summer reviveu River Tam no filme Serenity, onde a história ocorre cerca de dois meses após os acontecimentos do último episódio da série. Para fazer bonito no filme, trabalhou duro e treinou várias formas de artes marciais, como o kung fu e kickboxing. Por sua atuação no filme, venceu ainda em 2005, o SFX Awards de “Melhor Atriz”, onde foi eleita por votos dos leitores da revista britânica SFX. No ano seguinte, venceu o Saturn Award de “Melhor Atriz Coadjuvante”, também foi indicada a categoria “Melhor Atriz / Filme” do SyFy Genre Awards. Em 2012, os fãs tiveram a chance de ver um reencontro com alguns dos membros do elenco, no San Diego Comic-Con por quase uma hora, como forma de comemoração ao 10.º aniversário da série. Summer Glau se mostrou emocionada e até chorou no evento.
Antes de Serenity e em 2003, participou do episódio “Love Conquers Al” da série Cold Case. No ano seguinte, participou da série policial CSI: Crime Scene Investigation, no episódio “What's Eating Gilbert Grissom?”. No mesmo ano em 2004, atuou em Sleepover como a garota dos ingressos na entrada de uma festa da escola. O papel foi curto e também a sua primeira vez em um filme.
De 2005 até 2007, foi recorrente em oito episódios de The 4400, aparecendo pela primeira vez no episódio de estreia da segunda temporada da série. Ela interpretou a esquizofrênica paranóide Tess Doerner.
Em 2006, co-estrelou o telefilme Mammoth. Também co-estrelou o telefilme e remake The Initiation of Sarah, da ABC Family, baseado no filme homônimo de 1978.
De 2006 até 2007, foi recorrente em sete episódios da segunda temporada de The Unit, onde interpretou Crystal Burns, namorada do soldado Jeremy Erhart e causadora de alguns problemas da Unidade. "Foi muito divertido de ser ruim, embora o meu namorado na vida real fosse meu namorado no série. Foi tão difícil para tratá-lo tão mal na TV." — Summer Glau.
Em seguida, obteve grande sucesso na série Terminator: The Sarah Connor Chronicles, inspirada na franquia de filmes Terminator (O Exterminador do Futuro), o show estreou na televisão estadunidense em 13 de janeiro de 2008. Summer interpreta Cameron Phillips, uma ciborgue mandada do futuro para proteger John (Thomas Dekker) e Sarah Connor (Lena Headey), cuja missão deles é preservar o futuro da humanidade. A série foi cancelada em 2009, após 31 episódios que foram distribuídos em duas temporadas.
Em 2009, atuou como ela mesma em The Big Bang Theory, com uma participação no episódio “The Terminator Decoupling”, que fez referência a sua personagem Cameron Phillips. Também atuou em quatro episódios de Dollhouse, interpretando Bennett Halverson até 2010.
Em 2010, participou do episódio “Chuck Versus the Fear of Death” de Chuck, e do único episódio da curta série Good Morning Rabbit. Também atuou no telefilme Deadly Honeymoon e fez a voz de Supergirl na animação Superman/Batman: Apocalypse. Summer é fã da DC Comics e disse que foi um grande prazer participar do projeto.
Em 2011, atuou no filme The Legend of Hell's Gate: An American Conspiracy, no papel de Maggie Moon. Participou também da primeira e da segunda temporada de Alphas, no papel da personagem Skylar Adams até 2012. Ainda em 2011, entrou para o elenco principal de The Cape e interpretou Orwell, uma blogueira que expõe a corrupção e faz parceria com o herói principal da série. A atração foi cancelada após uma temporada com dez episódios, sendo que o primeiro tem duas horas de duração.
Em 2012, viveu a enfermeira Emily Kovach em Grey's Anatomy, com participação em dois episódios da oitava temporada. Ela também atuou nos telefilmes Scent of the Missing e Help for the Holidays.
Em 2013, participou do episódio “Kekoa de Hawaii Five-0, e do curto episódio “Comic Con-Air” de NTSF:SD:SUV. Atuou também no curta-metragem Inside the Box e no filme de  Knights of Badassdom. Ainda em 2013, entrou em cena como Isabel Rochev em Arrow, a vice-presidente de aquisições da Stellmor Internacional, que tem o objetivo de adquirir as Consolidações Queen. Seu nome está na lista negra de Oliver Queen, dois nomes depois de Adam Hunt. Ela foi recorrente na segunda temporada até 2014, em nove episódios da popular série.
Em 2014, conquistou um dos papéis principais da série Sequestered, do Crackle. Onde faz a jurada Anna, que passa a ser ameaçada por acreditar na inocência de Miller, um homem acusado de sequestro e assassinato.

## Vida pessoal
Summer Glau nasceu em San Antonio, cidade do Texas onde cresceu com sua família. Sua mãe é uma professora e seu pai é um empreiteiro. Tem duas irmãs mais novas, Kaitlin e Christie.
Ela deixou sua cidade natal em 2001, "Sem plano de backup" e decidiu tentar a sorte em Hollywood. Quando chegou a Los Angeles, iniciou um curso de treinamento de assertividade para superar a timidez intensa que a atormentava desde a infância. "Eu acho que é por isso que eu gostava de dançar", diz ela. "Foi uma maneira de me comunicar e mostrar como eu realmente me sentia sem a necessidade de contato com qualquer um."
Tornou-se uma vegetariana em 1995, porém em 2005 declarou: "Antes, eu tinha sido uma vegetariana há 10 anos, mas até o final das filmagens (de Serenity) eu estava comendo bifes."
Aproveitando de sua fama, ela resolveu se envolver com algumas instituições de caridade, como o B.C. Women's Hospital & Health Centre, Avon Walk for Breast Cancer e Alzheimer’s Association. Por ser apaixonada por animais, ela também deu apoio a Society for the Prevention of Cruelty to Animals, Los Angeles.
Em janeiro de 2015, nasce Milena, a primeira criança de Summer e seu noivo Val Morrison.

## Filmografia

### Cinema
| Ano  | Título                                            | Papel                         | Nota                 |
| ---- | ------------------------------------------------- | ----------------------------- | -------------------- |
| 2004 | Sleepover                                         | Garota dos bilhetes           |                      |
| 2005 | Serenity                                          | River Tam                     |                      |
| 2006 | Mammoth                                           | Jack Abernathy                | Telefilme            |
| 2006 | The Initiation of Sarah                           | Lindsey Goodwin               | Telefilme            |
| 2010 | Deadly Honeymoon                                  | Lindsey Ross Forrest          | Telefilme            |
| 2010 | Superman/Batman: Apocalypse                       | Kara Zor-El / Supergirl (voz) | Diretamente em vídeo |
| 2011 | The Legend of Hell's Gate: An American Conspiracy | Maggie Moon                   |                      |
| 2011 | Keith Urban: Long Hot Summer                      | Ela mesma                     | Videoclipe           |
| 2012 | Help for the Holidays                             | Christine Prancer             | Telefilme            |
| 2013 | Inside the Box                                    | Sophie                        | Curta-metragem       |
| 2013 | Knights of Badassdom                              | Gwen                          |                      |
| 2015 | Dead End                                          | Esposa de Franck & Fugitiva   | Curta-metragem       |

### Televisão
| Ano       | Título                                  | Papel                       | Nota                                   |
| --------- | --------------------------------------- | --------------------------- | -------------------------------------- |
| 2002      | Angel                                   | Bailarina principal         | Temporada 3, Episódio 13               |
| 2002-2003 | Firefly                                 | River Tam                   | Elenco principal                       |
| 2003      | Cold Case                               | Paige Pratt                 | Temporada 1, Episódio 6                |
| 2004      | CSI: Crime Scene Investigation          | Mandy Cooper                | Temporada 5, Episódio 6                |
| 2005-2007 | The 4400                                | Tess Doerner                | Temporadas 2-4, 8 episódios            |
| 2006-2007 | The Unit                                | Crystal Burns               | Temporada 2, 7 episódios               |
| 2008-2009 | Terminator: The Sarah Connor Chronicles | Cameron / Allison Young     | Elenco principal                       |
| 2009      | The Big Bang Theory                     | Ela mesma                   | Temporada 2, Episódio 17               |
| 2009-2010 | Dollhouse                               | Bennett Halverson           | Temporada 2, 4 episódios               |
| 2010      | Good Morning Rabbit                     | Lucy                        | Episódio piloto                        |
| 2010      | Chuck                                   | Greta                       | Temporada 4, Episódio 8                |
| 2011      | The Cape                                | Orwell                      | Elenco principal                       |
| 2011-2012 | Alphas                                  | Skylar Adams                | Temporadas 1-2, 4 episódios            |
| 2012      | Grey's Anatomy                          | Enfermeira Emily Kovach     | Temporada 8, 2 episódios               |
| 2012      | Scent of the Missing                    | Sedona                      | Episódio piloto                        |
| 2013      | Hawaii Five-0                           | Maggie Hoapili              | Temporada 3, Episódio 16               |
| 2013      | Peter Panzerfaust                       | Wendy (voz)                 | Episódio piloto                        |
| 2013      | NTSF:SD:SUV::                           | Olivia Frampton             | Temporada 3, Episódio 1                |
| 2013-2014 | Arrow                                   | Isabel Rochev / Devastadora | Temporada 2, 9 episódios               |
| 2014      | Sequestered                             | Anna Brandt                 | Elenco principal                       |
| 2015      | Con Man                                 | Martina / Maquiadora        | Websérie; Temporada 1, Episódios 1 e 7 |
| 2016      | Castle                                  | Kendall Frost               | Temporada 8, Episódio 14               |

## Prêmios e indicações
| Ano  | Prêmio                             | Categoria                                | Trabalho                                           | Resultado                                | Ref.   |
| ---- | ---------------------------------- | ---------------------------------------- | -------------------------------------------------- | ---------------------------------------- | ------ |
| 2005 | SFX Award                          | Melhor Atriz                             | River Tam em Serenity                              | Venceu                                   | [ 17 ] |
| 2006 | Prêmio Saturno                     | Melhor Atriz Coadjuvante em cinema       | River Tam em Serenity                              | Venceu                                   | [ 18 ] |
| 2006 | SyFy Genre Awards                  | Melhor Atriz / Filme                     | River Tam em Serenity                              | Indicada                                 | [ 19 ] |
| 2008 | Prêmio Saturno                     | Melhor Atriz Coadjuvante em televisão    | Cameron em Terminator: The Sarah Connor Chronicles | Venceu - empatada com Elizabeth Mitchell | [ 20 ] |
| 2008 | Prémios Teen Choice                | Melhor Atriz em Série de Ação / Aventura | Cameron em Terminator: The Sarah Connor Chronicles | Indicada                                 | [ 21 ] |
| 2008 | Prémios Teen Choice                | Choice TV Breakout Female Star           | Cameron em Terminator: The Sarah Connor Chronicles | Indicada                                 | [ 21 ] |
| 2008 | Scream Awards                      | Melhor Atriz de Ficção Científica        | Cameron em Terminator: The Sarah Connor Chronicles | Indicada                                 | [ 22 ] |
| 2009 | Prêmio Saturno                     | Melhor Atriz Coadjuvante em televisão    | Cameron em Terminator: The Sarah Connor Chronicles | Indicada                                 | [ 23 ] |
| 2009 | Prémios Teen Choice                | Melhor Atriz em Série de Ação / Aventura | Cameron em Terminator: The Sarah Connor Chronicles | Indicada                                 | [ 24 ] |
| 2014 | Festival de Cine de l'Alfàs del Pi | Melhor Atriz                             | Sophie em Inside the Box                           | Venceu                                   | [ 25 ] |
| 2014 | Northeast Film Festival            | Melhor Atriz em um Curta                 | Sophie em Inside the Box                           | Venceu                                   | [ 26 ] |

- Número 8 na lista "Sexiest Women of TV" da Wizard, março de 2008.[27]
- Número 26 na lista "Top 100 Sexiest Women" da FHM, 2010.[27]
- Número 37 na lista "Top 100 Sexiest Women" da FHM, maio de 2011.[27]
- Número 63 na lista "Hot 100" da Maxim, 2014.[27]

## Eventos e convenções

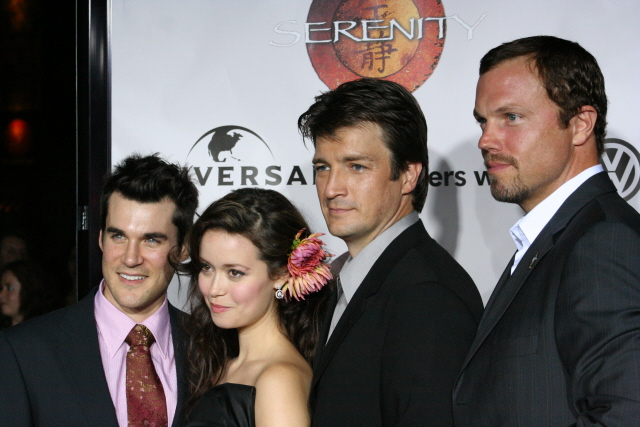
22 de setembro de 2005. Lançamento de Serenity em Los Angeles. Da esquerda: Sean Maher, Summer Glau, Nathan Fillion e Adam Baldwin.
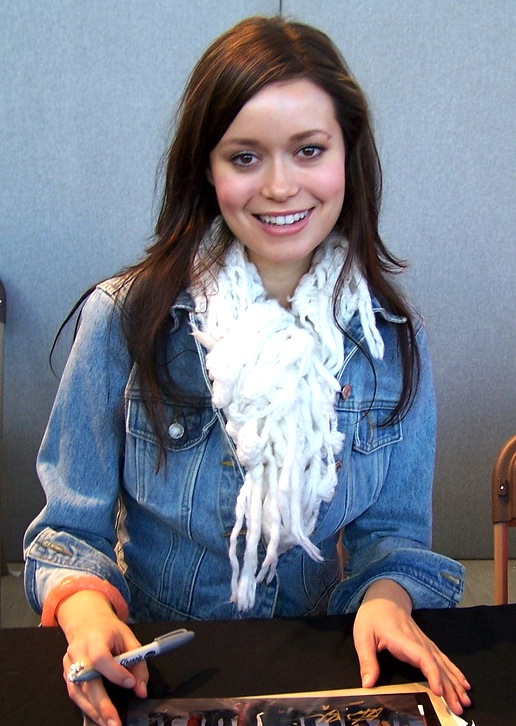
1 de outubro de 2005. "Collectormania 8" em Milton Keynes.
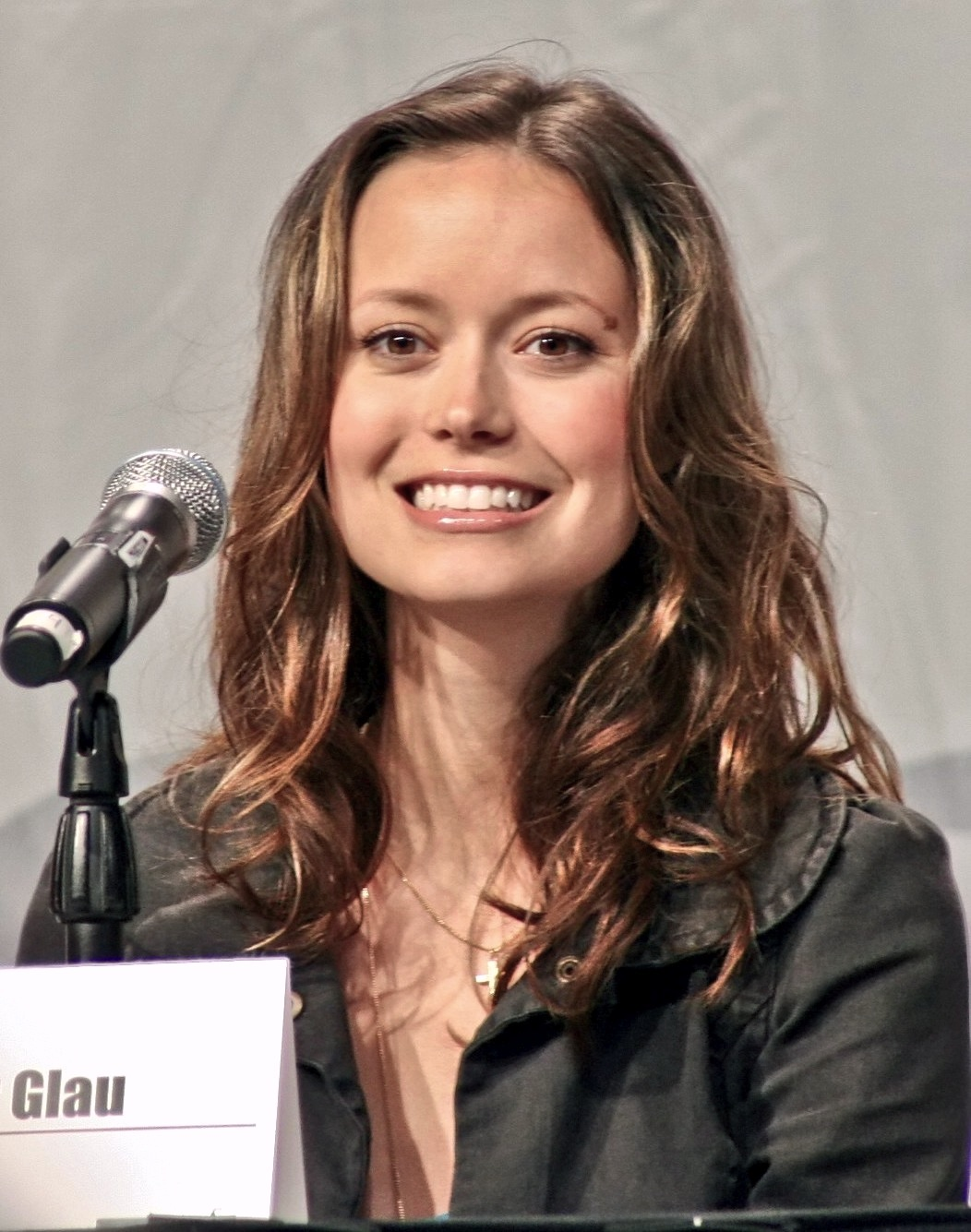
24 de fevereiro de 2008. "WonderCon" em São Francisco.
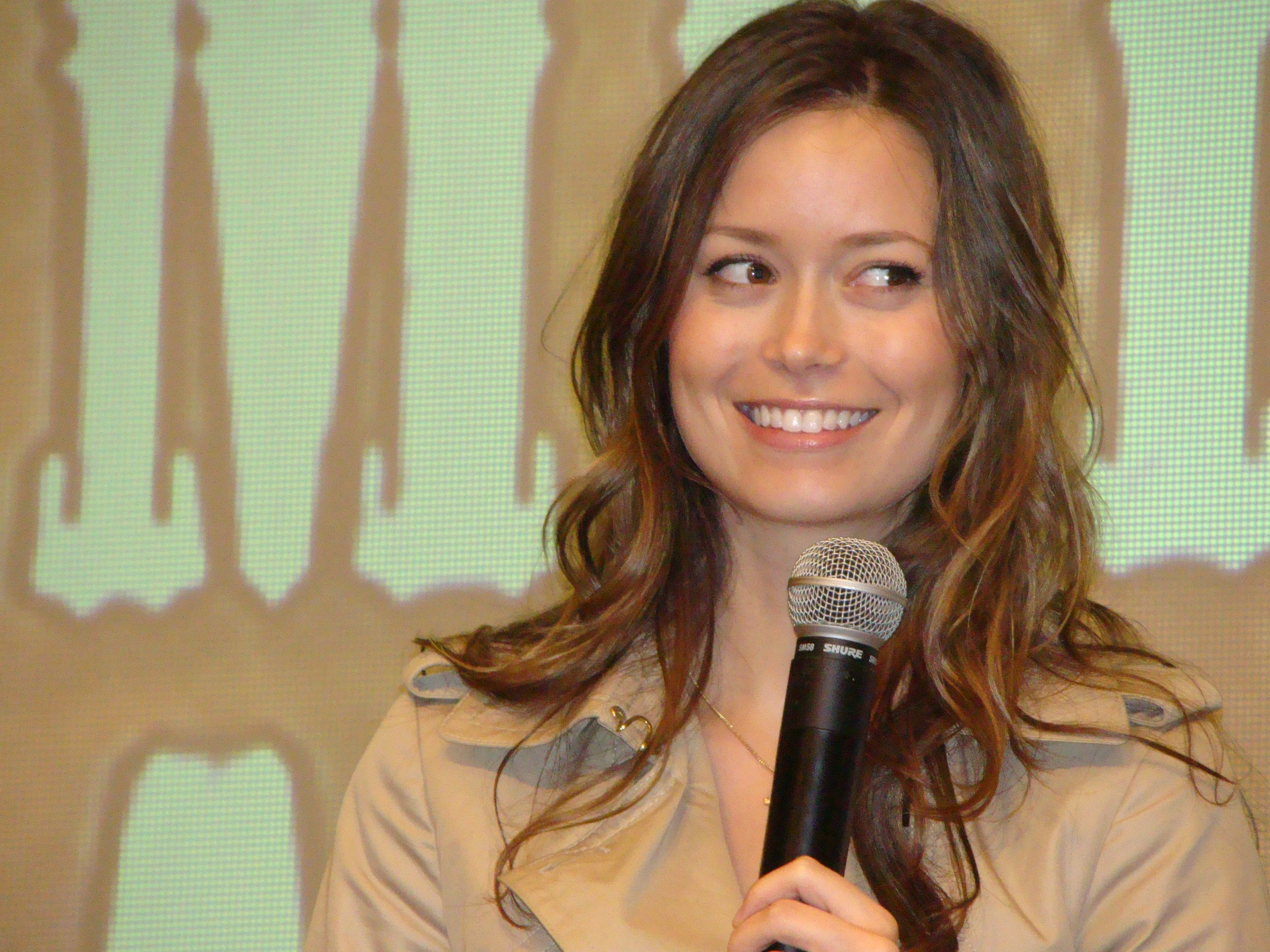
24 de novembro de 2008. "Salute to Firefly & Serenity" em Burbank.
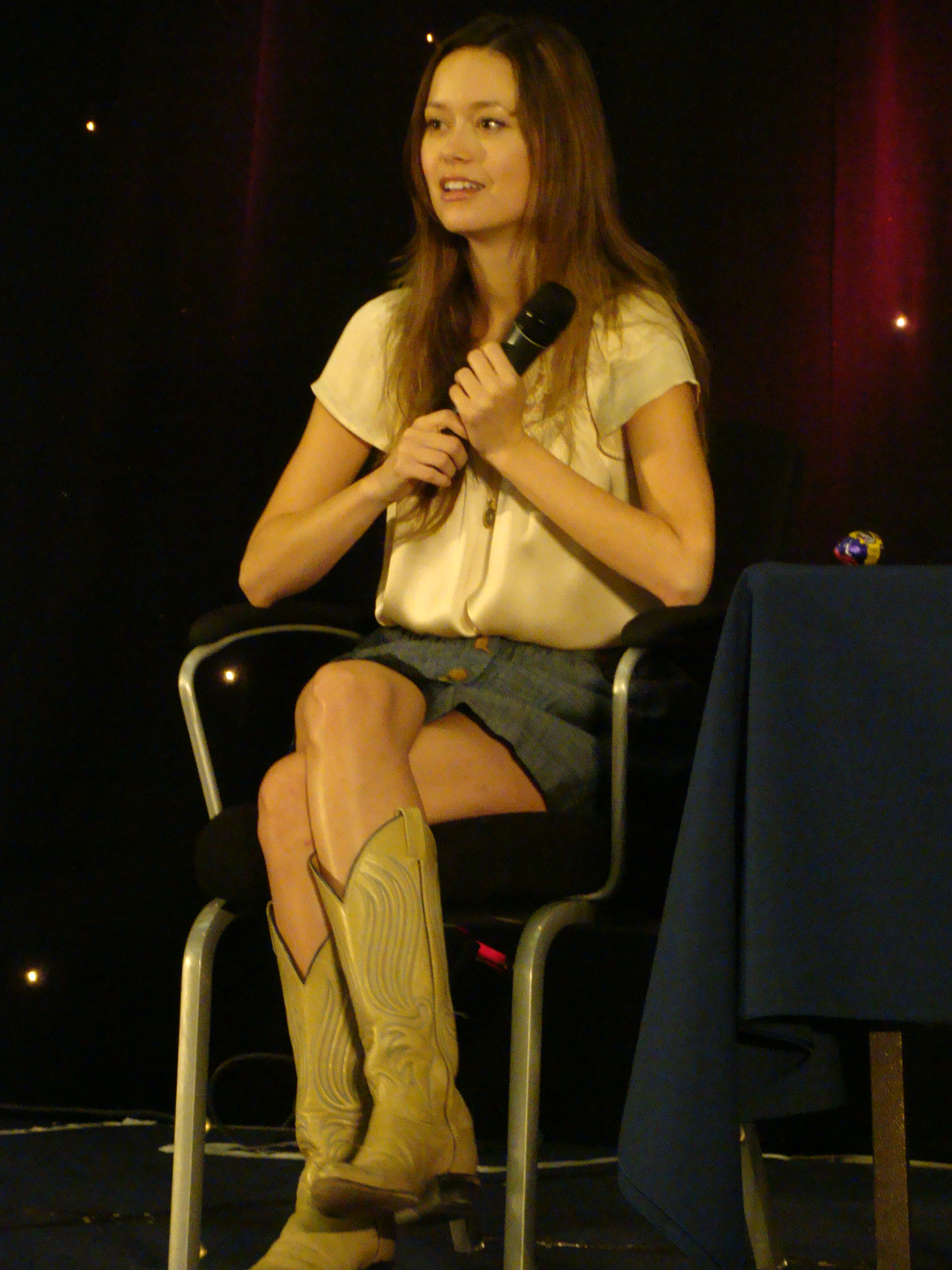
26 de abril de 2009. "Starfury T1" (convenção para os fãs de Terminator: The Sarah Connor Chronicles) em Birmingham.
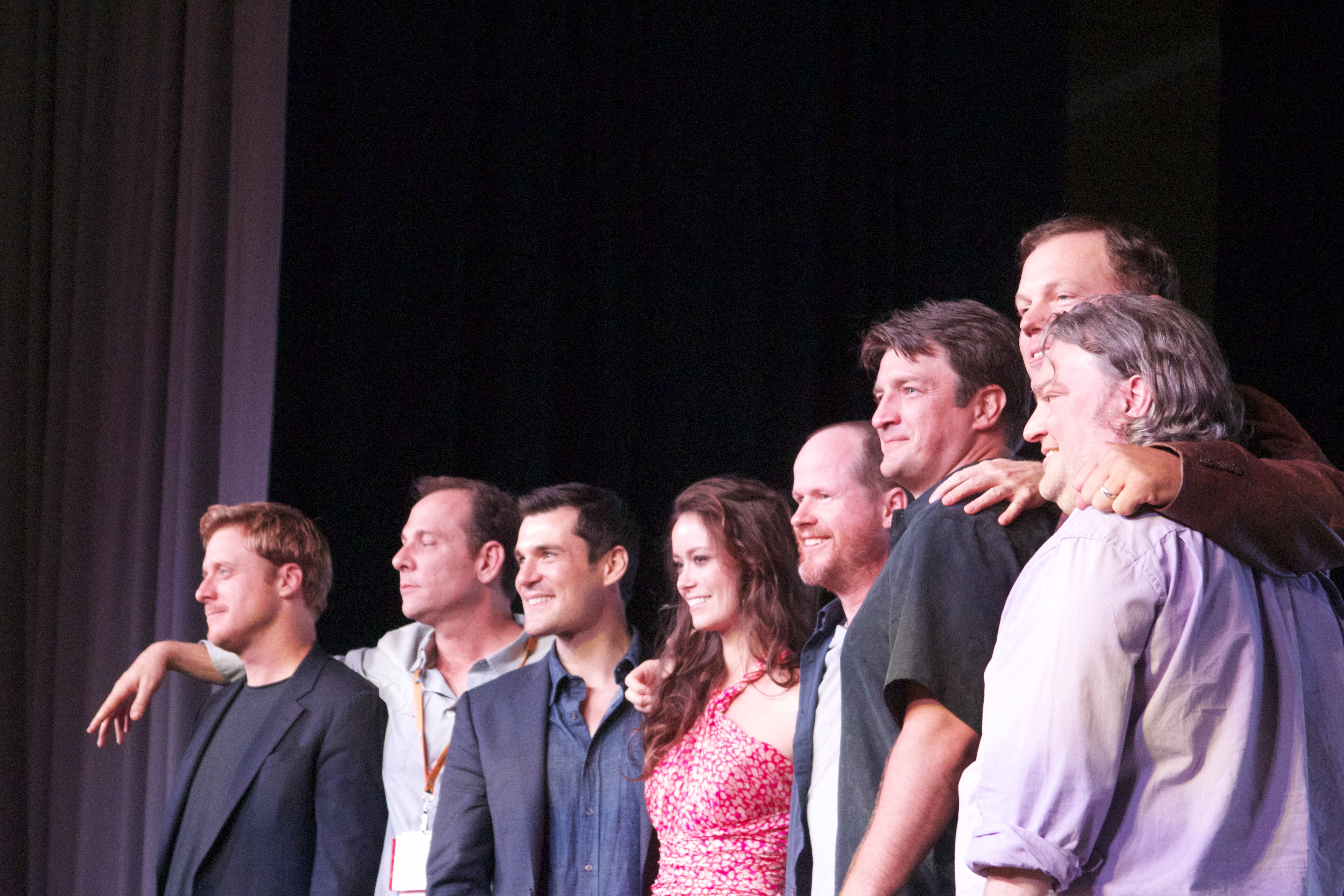
13 de julho de 2012. "San Diego Comic-Con" em San Diego. Da esquerda: Alan Tudyk, Tim Minear, Sean Maher, Summer Glau, Joss Whedon, Nathan Fillion, Adam Baldwin e Jose Molina.
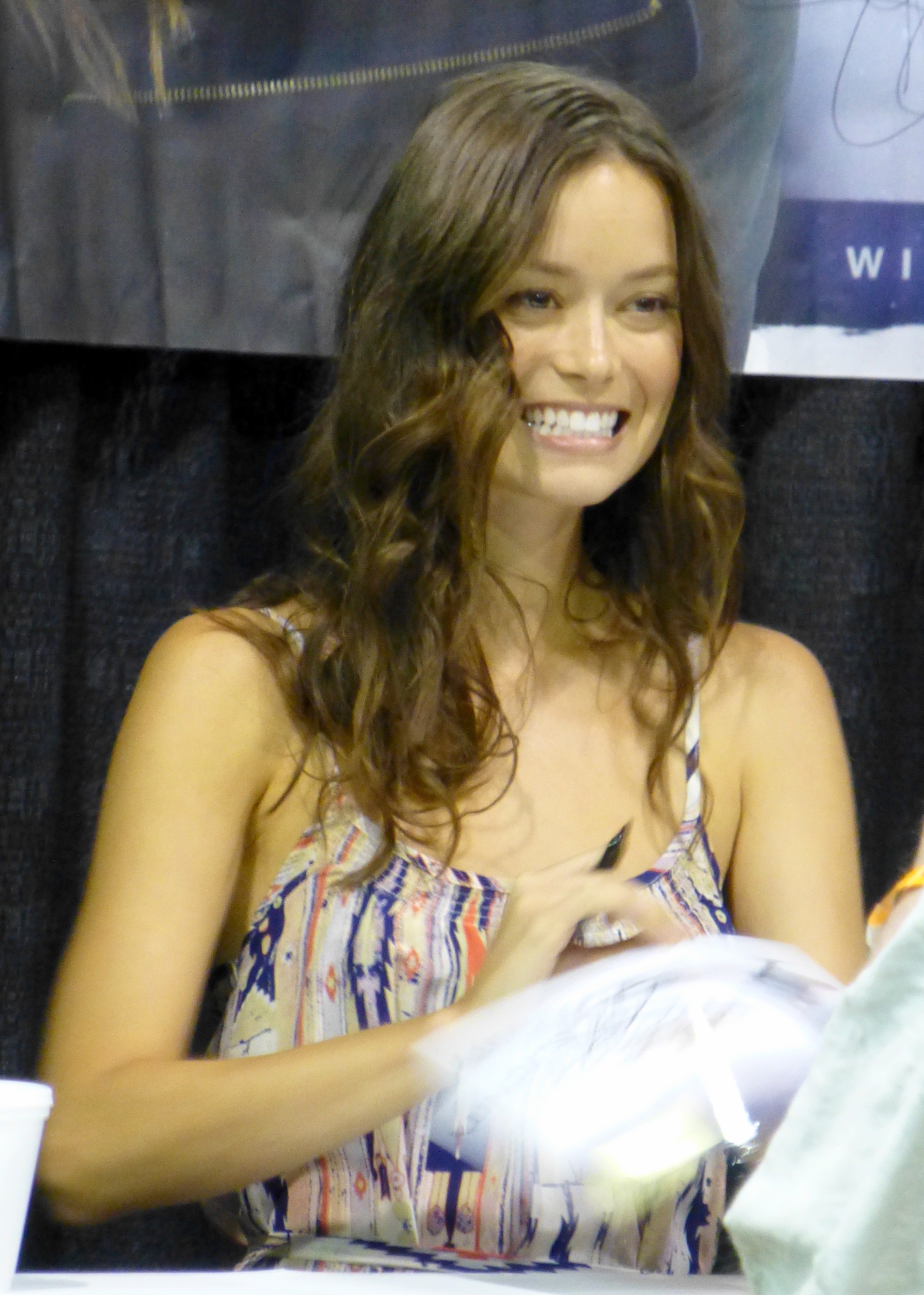
10 de agosto de 2013. "Wizard World Chicago" em Rosemont.